# Эйро, Эжен
Эжен Эйро (фр. Eugène Eyraud; 5 февраля 1820, Сен-Бонне-ан-Шансор — 23 августа 1868, Анга-Роа, остров Пасхи) — французский католический миссионер, первый европеец, постоянно живший на острове Пасхи и сыгравший в истории острова противоречивую, не до конца исследованную роль.

## Биография
Родился в бедной семье во французском городке Сен-Бонне-ан-Шансор, первоначально был по профессии слесарем. Под впечатлением от деятельности своего старшего брата Жана, который стал католическим миссионером и отправился проповедовать христианство в Китай, Эжен тоже решил избрать для себя духовную карьеру. К началу 1860-х годов он находился в Латинской Америке в качестве члена католической конгрегации пикпуцианцев (официальное название — Конгрегация Святых Сердец Иисуса и Марии). Из чилийского порта Вальпараисо, где находилась штаб-квартира миссионеров этой конгрегации, Эжен Эйро в 1862 году отправился на Таити, где находилась резиденция первого католического епископа Полинезии — пикпуцианца Этьена Флорентина Жоссена. Оттуда Эйро в самом конце 1863 года году отплыл на остров Пасхи (Рапа-Нуи), и 2 января 1864 года прибыл в Анга-Роа.
Остров Пасхи в то время не являлся колонией Францией, но был, с точки зрения, европейцев, территорией с неопределённым правовым статусом: жители острова продолжали исповедовать свою традиционную религию и подчиняться собственным вождям. Эжен Эйро, желавший проповедовать островитянам христианство, сперва был встречен ими с безразличием, которое позже переросло во враждебность. Спустя девять месяцев, в конце 1864 года, Эйро был вынужден покинуть остров и эвакуироваться в Чили. Однако, всего полтора года спустя, в марте 1866 года, Эйро вернулся на остров в сопровождении другого миссионера-пикпуцианца — Ипполита Русселя. Осенью 1866 года к ним присоединились миссионеры Гаспар Зумбом (фр. Gaspar Zumbohm) и Теодуль Эсколан (фр. Théodule Escolan), таким образом, пикпуцианцев стало четверо. С Русселем также прибыли несколько новообращённых полинезийцев с острова Мангарева (архипелаг Туамоту).
К моменту второго прибытия Эйро и его товарищей, материальная и духовная культура острова Пасхи всё еще отличались высокой сохранностью. Проводился ежегодный праздник человека-птицы, дома островитян украшали многочисленные деревянные скульптуры (моаи кавакава) и таблички с письменами ронго-ронго, моаи — знаменитым каменным статуям, совершались подношения. За два года бурной деятельности, которая хронологически наложилась на завезённые европейцами эпидемии, Эйро удалось крестить всех островитян. Наиболее почитаемую статую моаи он отдал американцем с проходившего американского корабля, чтобы таким образом от неё избавиться. Убедившись в наличие у островитян самобытной письменности, Эйро даже не подумал сообщить об этом епископу Жоссену, который узнал о существовании ронго-ронго от прибывших на Таити рапануйцев (аборигенов острова) уже после смерти Эйро. При этом, если по словам Эйро, в 1864-66 годах таблички ронго-ронго и скульптуры, украшенные письменами, были многочисленны, то уже в 1869 году, в ответ на прямой запрос епископа Жоссена, Руссель и Зумбом смогли обнаружить на острове только пять дощечек. Из-за этого у ряда ученых возникли предположения, что большая часть табличек и других произведений искусства на острове была целенаправленно сожжена и уничтожена в ходе христианизации самим Эженом Эйро. Такая точка зрения, в частности, была распространена в советской исторической науке, но после Перестройки сошла в России на нет. Так, И. К. Фёдорова в последних работах категорически отрицала причастность Эйро к уничтожению табличек ронго-ронго, тогда как ранее придерживалась мнения, что Эйро содействовал их уничтожению, как языческих. Со своей стороны, пережившие Эйро миссионеры всегда отрицали его (и своё) участие в уничтожении материального наследия острова Пасхи, на что имели веские основания.
Как бы то ни было, Эжен Эйро скончался на острове в августе 1868 года, незадолго до смерти убедившись в том, что все островитяне до единого крещены.